# Peter Mojuntin

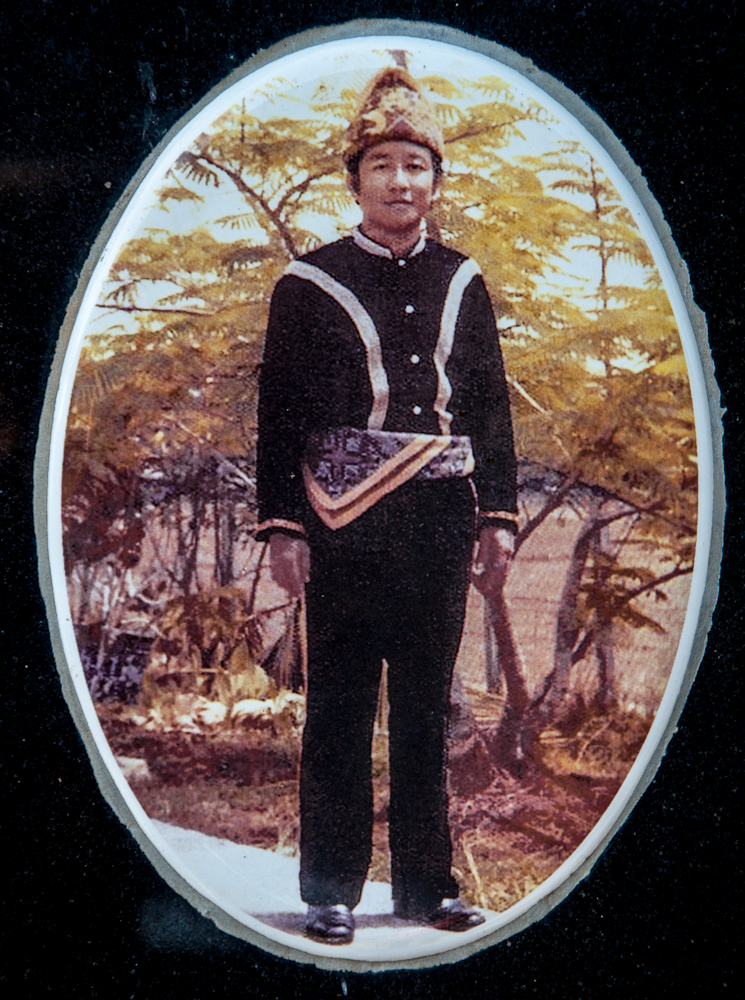
Peter Mojuntin

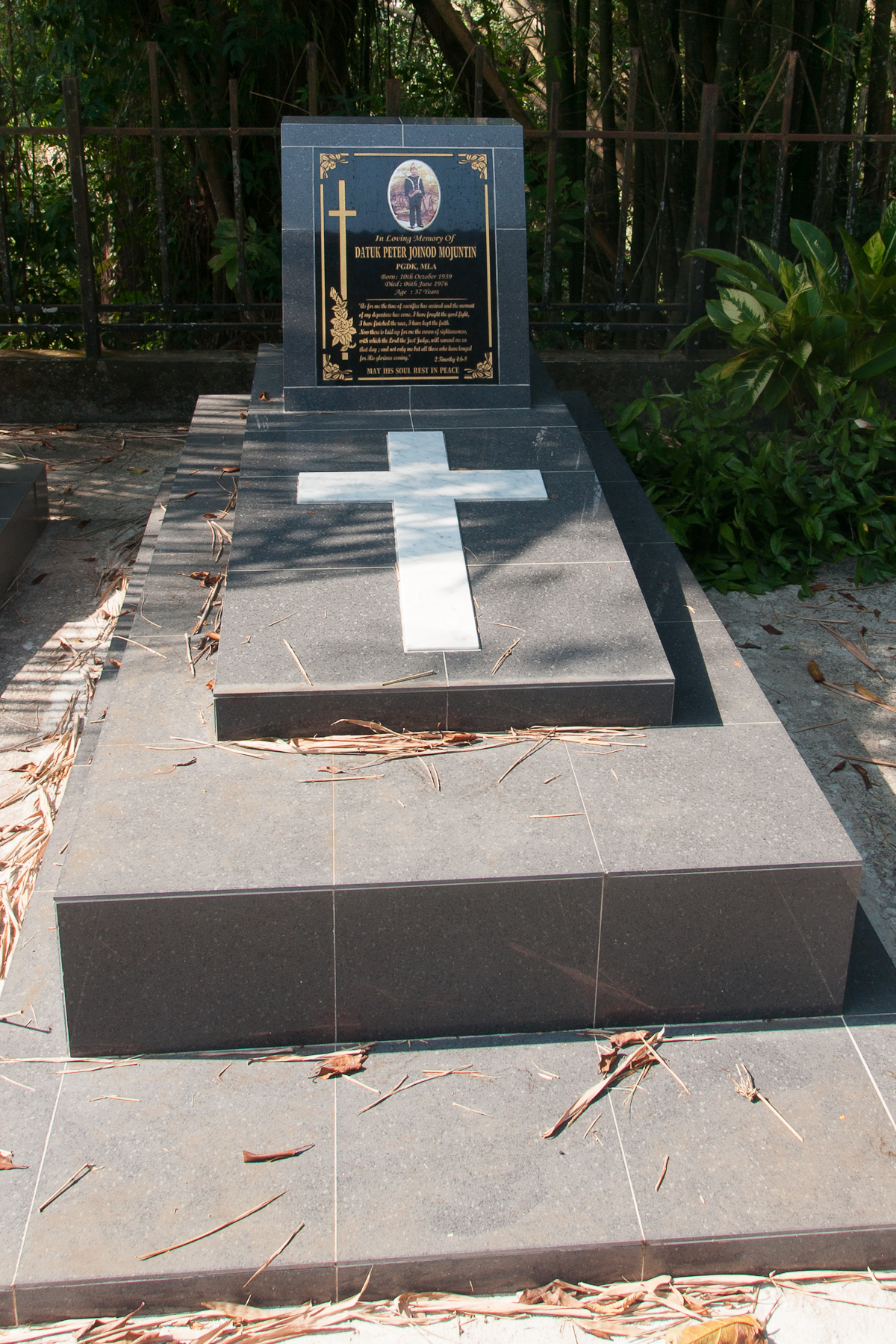
Grabmal von P. Mojuntin

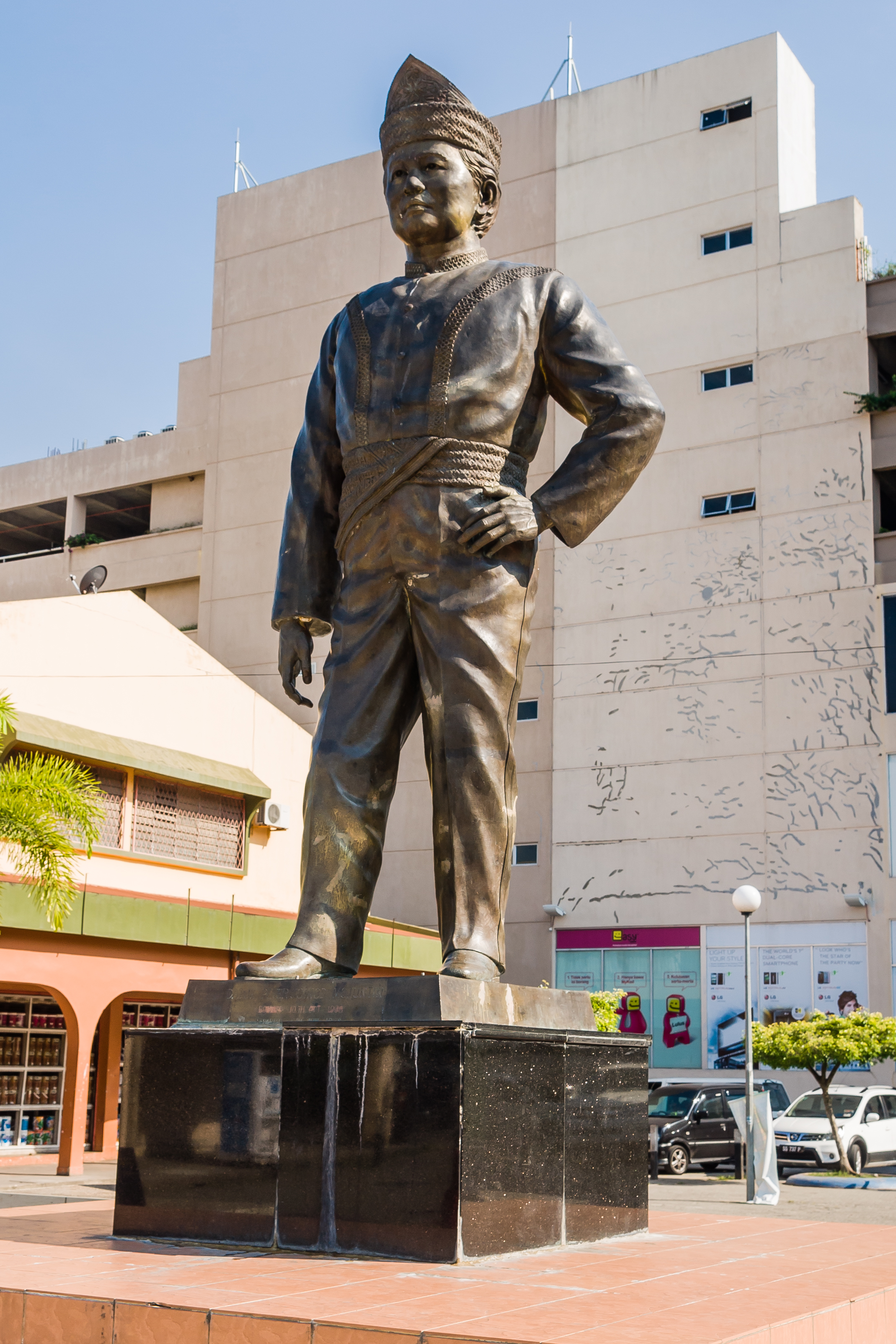
Statue von P. Mojuntin auf dem Marktplatz von Donggongon

Datuk Peter Joinod Mojuntin ADK, PDGK (* 10. Oktober 1939 in Kg. Hungab, Penampang; † 6. Juni 1976 in Sembulan, Kota Kinabalu) war ein Politiker im malaysischen Bundesstaat Sabah und Minister für Kommunale Verwaltung in der Regierung von Tun Fuad Stephens. Er starb zusammen mit anderen Politikern bei einem Flugzeugabsturz in Kinabalu.

## Leben
Peter Joinod Mojuntin wurde am 10. Oktober 1939 als drittes Kind des Reisbauern Mojuntin Matanul und dessen Frau Minjaim Lim in Kampung Hungab, Penampang geboren. Nach seiner Schulbildung an der St.-Michael-Schule in Donggongon und der Sekundarschule Sacred Heart in Jesselton begann er 1958 sein Berufsleben als Lehrer an „seiner“ Grundschule St. Michael. Nach einer Tätigkeit bei der Tageszeitung North Borneo News arbeitete er als Geschäftsführer der Nabahu Co Snd. Bhd.
Am 9. Mai 1964 heiratete er Nancy Mary Mobijohn. Das Paar hatte fünf Kinder; drei Jungen und zwei Mädchen.
Zeit seines Lebens war Mojuntin in verschiedenen Organisationen der Kadazan tätig, zunächst als erster Präsident der Jugendorganisation United Sabah Kadazan Youth Association, dann von 1965 bis 1974 als Präsident der Kadazan Cultural Association (KCA) und ab 1975 als deren Patron.

## Politische Karriere
Mojuntins politische Karriere begann 1962 als Generalsekretär der United National Kadazan Organisation (UNKO). Von 1963 bis 1964 war er Mitglied des malaysischen Parlaments.
1967 gelang ihm der Einzug als Abgeordneter in die gesetzgebende Versammlung von Sabah; seinen Sitz dort behielt er durchgehend bis zu seinem Tod im Jahr 1976.
Von 1972 bis 1973 war er Assistant Minister im Ministerium für Industrielle Entwicklung Sabahs. Mit dem Wahlsieg von Tun Fuad Stephens wurde er im April 1976 Minister für Kommunale Verwaltung in Sabah. 44 Tage später starb er bei einem Flugzeugunglück.

## Tod durch Flugzeugabsturz
Peter Mojuntin gehört zu den Opfern der sogenannten Double Six Tragedy. Am 6. Juni 1976 befanden sich Mojuntin zusammen mit Tun Fuad Stephens und mehrere Kabinettsmitglieder an Bord eines Fluges von Labuan nach Kota Kinabalu. Etwa 2 km vor dem Kota Kinabalu International Airport stützte die in Australien gebaute Maschine vom Typ GAF Nomad ab; alle Insassen an Bord wurden getötet. Unmittelbar nach dem Unglück wurden Verschwörungstheorien über die Absturzursache laut.
Der Ort des Absturzes ist mit dem Double Six Monument, einem Mahnmal in Form eines Steinobelisken, markiert, das kurz nach dem Unglück errichtet wurde. Der Stelle befindet sich im Stadtteil Sembulan in der Nähe des Grace Garden Gebäudekomplexes in Kota Kinabalu, Sabah an dem zum Sutera Harbor Resort führenden Jalan Coastal Highway.
Peter Mojuntin wurde auf dem Kirchhof von St. Michael beigesetzt.

## Politisches Erbe
Mojuntin gehörte zu den politischen Widersachern von Tun Mustapha. Die Ausweisung von Missionaren und Kirchenleuten im Zuge der Islamisierung Sabahs wurde von ihm lautstark kritisiert. Gegen die Razzien zur Festnahme, die Schikanierung und Abschiebung der Priester legt er persönlichen Protest bei Premierminister Razak ein. Die Haltung Mojuntins wird in der von Bernard Sta Maria herausgegebenen Biografie dokumentiert. Wegen angeblicher Verunglimpfung des damaligen Ministerpräsidenten von Sabah, Tun Mustapha, wurde das Buch vom malaysischen Home Ministry am 22. Juni 1978 auf die Liste der verbotenen Bücher in Malaysia gesetzt.
An Peter Mojuntin und sein Leben erinnert eine überlebensgroße Statue in Donggongon im Distrikt Penampang.